# Wilhelmshavener HV
Dernière mise à jour : 24 juin 2015.

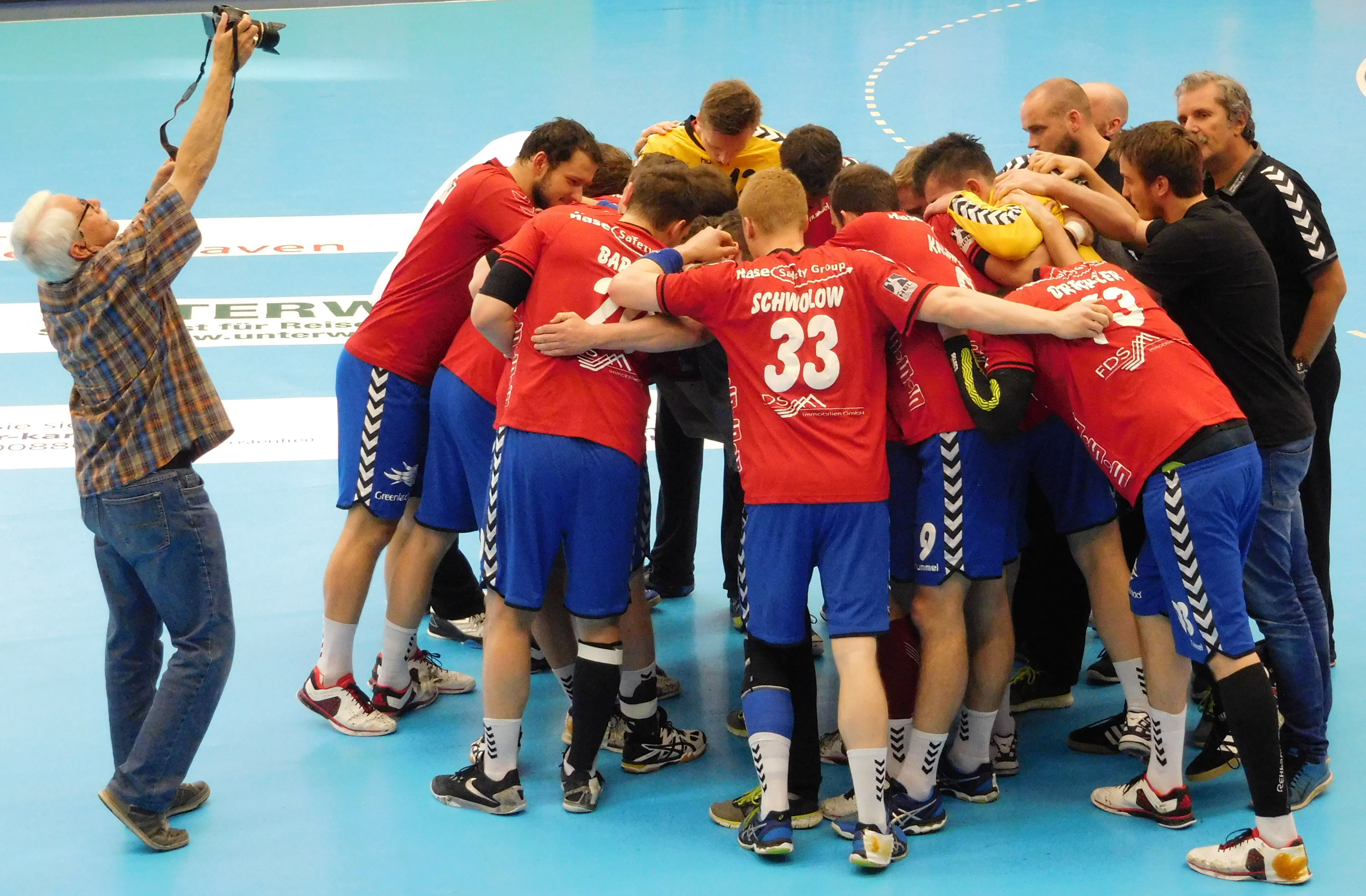
Wilhelmshavener HV, 2016

Le Wilhelmshavener HV est un club allemand de handball situé dans la ville de Wilhelmshaven en Basse-Saxe. Issu de fusions, le club voit le jour en 1995, il évolue en 2.Bundesliga.

## Personnalités liées au club
- Michael Biegler : entraîneur de 2003 à 2008
- Johannes Bitter : joueur de 2002 à 2003
- Christian Caillat (de) : joueur de 2002 à 2003
- Sven-Sören Christophersen (de) : de janvier à juin à 2008
- Oliver Köhrmann : joueur de 1997 à 2008 et 2013 à 2016
- Manuel Liniger (de) : joueur de 2005 à 2007
- Valter Matošević : joueur de 2003 à 2004
- Roman Pungartnik (de) : joueur de 2002 à 2003
- Aleksandr Toutchkine : joueur de 2005 à 2006
- Alexandros Vasilakis (de) : joueur de 2003 à 2005